# べえぇす!
『べえぇす!』は、2000年11月4日から2001年9月22日までテレビ大阪で放送されていたバラエティ番組。全42回。放送時間は毎週土曜 18:30 - 19:00。
baseよしもとのメンバーが出演していた土曜夕方の番組で、FUJIWARAがメインを務めていた。2001年1月27日には1時間スペシャルを放送。同年8月15日（水曜）には服部緑地野外音楽堂で「べえぇす!夏祭り」を開催し、9月1日にその模様を番組内で放送した。

## 出演者

### レギュラー
- FUJIWARA（藤本敏史・原西孝幸）
- 陣内智則
- COWCOW（多田健二・善し） - 2001年3月31日放送分をもって番組を卒業（途中降板）。
- 次長課長（河本準一・井上聡） - COWCOWに替わって2001年4月7日放送分からレギュラー出演。
- ロザン（菅広文・宇治原史規）
- 木村祐一

### ゲスト出演
- 土肥ポン太（土肥耕平）
- 小出水直樹（シャンプーハット）
- 布川敏和
- 松村邦洋
- 池乃めだか - 2001年6月2日放送分でロザンの菅広文に代わって出演した。
- ケンドーコバヤシ
- 鉄拳
- 西中サーキット - かつて南海キャンディーズの山崎静代が中学時代の同級生と組んでいた女性お笑いコンビ。
- 麒麟
- チュートリアル

## コーナー
宇治原先生
当時京都大学の学生だったロザンの宇治原史規が進行役を務めていたコーナーで、彼が出す難問に他の出演者たちがボケを交えながら答えていた。このコーナーは散発的ながらも、放送第1回目から最終回まで行われていた。
スガモンのコーナー
ロザンの菅広文を中心とする「かわいい男の子」たちで新ユニットを立ち上げるというコンセプトのコーナー。2000年11月11日放送分から実施。発案者およびメンバーオーディションの審査員は木村祐一。
この歌、なあに？
藤本が何の歌を歌っているのかを、口の動きだけで判断して解答するコーナー。2000年12月23日放送分から実施。解答者はヘッドフォンをかけ、外部の音を完全シャットアウトした状態で参加していた。
フジがき隊
FUJIWARAの藤本敏史と原西孝幸とロザンの宇治原がシブがき隊風のユニットを組み、様々な企画を行うコーナー。2001年1月20日放送分から実施。企画第2回目で決定した呼び名はハッくん（原西）、ウッくん（宇治原）、フッくん（藤本）。

## スタッフ
- 構成：かわら長介、前野弘光、野々村友紀子、オパヤン、寺本覚、小松加奈
- SW （スイッチャー）：前田昌彦
- CAM （カメラマン）：林謙一郎
- 音声：上野太
- VE （ビデオエンジニア）：四藤史郎
- 照明：南島和博、上田和博
- VTR編集：宮本憲一
- MA・音効：衛藤恒明
- プロデューサー：岩谷哲幸（TVO）
- 技術協力：トラッシュ、アーチェリープロダクション、戯音工房
- 制作協力：アイ・ティ・エス
- 製作著作：テレビ大阪、吉本興業